# Campeonato Mundial de Atletismo Sub-20 de 2022 - Lançamento de dardo masculino
A prova do lançamento de dardo masculino do Campeonato Mundial de Atletismo Sub-20 de 2022 ocorreu nos dias 4 e 5 de agosto de 2022 no Estádio Olímpico Pascual Guerrero, em Cali, na Colômbia.

## Recordes
Antes desta competição, os recordes mundiais e do campeonato nesta prova eram os seguintes:
|       | Nome          | Nacionalidade | Distância | Local     | Data                 |
| ----- | ------------- | ------------- | --------- | --------- | -------------------- |
| WU20R | Neeraj Chopra | Índia         | 86.48 m   | Bydgoszcz | 23 de julho de 2016  |
| CR    | Neeraj Chopra | Índia         | 86.48 m   | Bydgoszcz | 23 de julho de 2016  |
| WU20L | Artur Felfner | Ucrânia       | 84.32 m   | Šamorín   | 9 de janeiro de 2022 |

## Medalhistas
| Ouro                | Prata             | Bronze                  |
| Artur Felfner (UKR) | Max Dehning (GER) | Keyshawn Strachan (BAH) |

## Cronograma
Todos os horários são locais (UTC-5).
| Data        | Hora  | Evento               |
| ----------- | ----- | -------------------- |
| 4 de agosto | 06:00 | Qualificação Grupo A |
| 4 de agosto | 07:00 | Qualificação Grupo B |
| 5 de agosto | 15:05 | Final                |

## Resultados

### Qualificação
Qualificação: 72,50 m (Q) ou pelo menos melhor 12 qualificado (q).
| Posição | Atleta                    | Nacionalidade     | Tentativas | Tentativas | Tentativas | Marca | Notas |     |
| Posição | Atleta                    | Nacionalidade     | 1          | 2          | 3          | Marca | Notas |     |
| ------- | ------------------------- | ----------------- | ---------- | ---------- | ---------- | ----- | ----- | --- |
| 1       | Keyshawn Strachan         | Bahamas           | 65.96      | 71.42      | 76.87      | 76.87 | Q     |     |
| 2       | Artur Felfner             | Ucrânia           | 75.77      |            |            | 75.77 | Q     |     |
| 3       | Max Dehning               | Alemanha          | x          | 73.10      |            | 73.10 | Q     |     |
| 4       | György Herczeg            | Hungria           | 65.27      | 72.63      |            | 72.63 | Q     |     |
| 5       | Eleftherios Kontonikolas  | Grécia            | 70.50      | 71.20      | 69.71      | 71.20 | q     |     |
| 6       | Rumesh Tharanga Pathirage | Sri Lanka         | 69.47      | 70.68      | 70.17      | 70.68 | q ,   |     |
| 7       | Kento Inoue               | Japão             | 63.39      | 65.96      | 69.84      | 69.84 | q     |     |
| 8       | Vivek Kumar               | Índia             | 68.33      | x          | 69.68      | 69.68 | q     |     |
| 9       | Michael Allison           | Grã-Bretanha      | 58.54      | 64.38      | 69.60      | 69.60 | q     |     |
| 10      | Evan Niedrowski           | Estados Unidos    | 66.61      | 65.38      | 69.42      | 69.42 | q     |     |
| 11      | Mathys Moutarde           | França            | 65.67      | 69.11      | 69.22      | 69.22 | q     |     |
| 12      | Ryusei Nakamura           | Japão             | 67.24      | 68.08      | 68.88      | 68.88 | q     |     |
| 13      | Onni Ruokangas            | Finlândia         | 64.50      | 67.81      | x          | 67.81 |       |     |
| 14      | Armand Willemse           | África do Sul     | 60.31      | 65.80      | 61.91      | 65.80 |       |     |
| 15      | Benjamin East             | Grã-Bretanha      | 61.51      | 57.95      | 64.05      | 64.05 |       |     |
| 16      | Connor Barnes             | África do Sul     | 61.24      | 61.72      | 62.21      | 62.21 |       |     |
| 17      | Anthony Diaz              | Trinidad e Tobago | 52.63      | 55.38      | x          | 55.38 |       |     |
| 18      | Simon Schmitt             | Alemanha          | DNS        | DNS        | DNS        | DNS   | DNS   | DNS |

### Final
A prova final foi realizada no dia 5 de agosto às 15:05. 
| Posição           | Atleta                    | Nacionalidade  | Tentativas | Tentativas | Tentativas | Tentativas | Tentativas | Tentativas | Marca | Notas           |
| Posição           | Atleta                    | Nacionalidade  | 1          | 2          | 3          | 4          | 5          | 6          | Marca | Notas           |
| ----------------- | ------------------------- | -------------- | ---------- | ---------- | ---------- | ---------- | ---------- | ---------- | ----- | --------------- |
| Medalha de ouro   | Artur Felfner             | Ucrânia        | 76.20      | 71.33      | 74.68      | 72.45      | 79.36      | x          | 79.36 |                 |
| Medalha de prata  | Max Dehning               | Alemanha       | 76.05      | 77.24      | 74.68      | 72.06      | 74.76      | 75.16      | 77.24 |                 |
| Medalha de bronze | Keyshawn Strachan         | Bahamas        | 70.04      | x          | x          | x          | 72.95      | 71.71      | 72.95 |                 |
| 4                 | Vivek Kumar               | Índia          | 68.74      | 70.66      | 72.17      | 65.64      | 65.56      | 66.77      | 72.17 | Recorde pessoal |
| 5                 | Eleftherios Kontonikolas  | Grécia         | 68.95      | 72.11      | 70.49      | 67.53      | –          | –          | 72.11 |                 |
| 6                 | Mathys Moutarde           | França         | 64.89      | 65.34      | 71.31      | 61.73      | 65.35      | 65.51      | 71.31 |                 |
| 7                 | Rumesh Tharanga Pathirage | Sri Lanka      | 68.31      | 67.36      | 69.98      | 68.43      | 66.00      | 68.28      | 69.68 |                 |
| 8                 | Evan Niedrowski           | Estados Unidos | 65.35      | 65.02      | 69.25      | 66.72      | 67.93      | 65.47      | 69.25 |                 |
| 9                 | Ryusei Nakamura           | Japão          | 67.89      | 66.39      | 68.17      |            |            |            | 68.17 |                 |
| 10                | György Herczeg            | Hungria        | 66.08      | x          | 67.22      |            |            |            | 67.22 |                 |
| 11                | Kento Inoue               | Japão          | x          | 66.61      | 59.56      |            |            |            | 66.61 |                 |
| 12                | Michael Allison           | Estados Unidos | 62.86      | 63.02      | 59.79      |            |            |            | 63.02 |                 |

Legenda
| Recorde mundial       | Recorde mundial (World record)               |                       | Recorde africano                      | Recorde africano (African) |                                           | Q | Classificado por posição (Qualified) |
| Recorde do campeonato | Recorde do campeonato (Championship record)  | Recorde da América    | Recorde da América (Americas)         | q                          | Classificado por melhor tempo (Qualified) |   |                                      |
| Melhor marca do ano   | Melhor marca do ano (World leading)          | Recorde asiático      | Recorde asiático (Asian)              | DNS                        | Não largou (Did not start)                |   |                                      |
| Recorde nacional      | Recorde nacional (National record)           | Recorde europeu       | Recorde europeu (European)            | DNF                        | Não terminou (Did not finish)             |   |                                      |
| Recorde pessoal       | Recorde pessoal do atleta (Personal best)    | Recorde da Oceania    | Recorde da Oceania (Oceania)          | DSQ / DQ                   | Desclassificado (Disqualified)            |   |                                      |
| Recorde da temporada  | Recorde da temporada do atleta (Season best) | Recorde sul-americano | Recorde sul-americano (South America) | NM                         | Sem marca (No mark)                       |   |                                      |